# Maria-Hilf-Basilika (Sevilla)

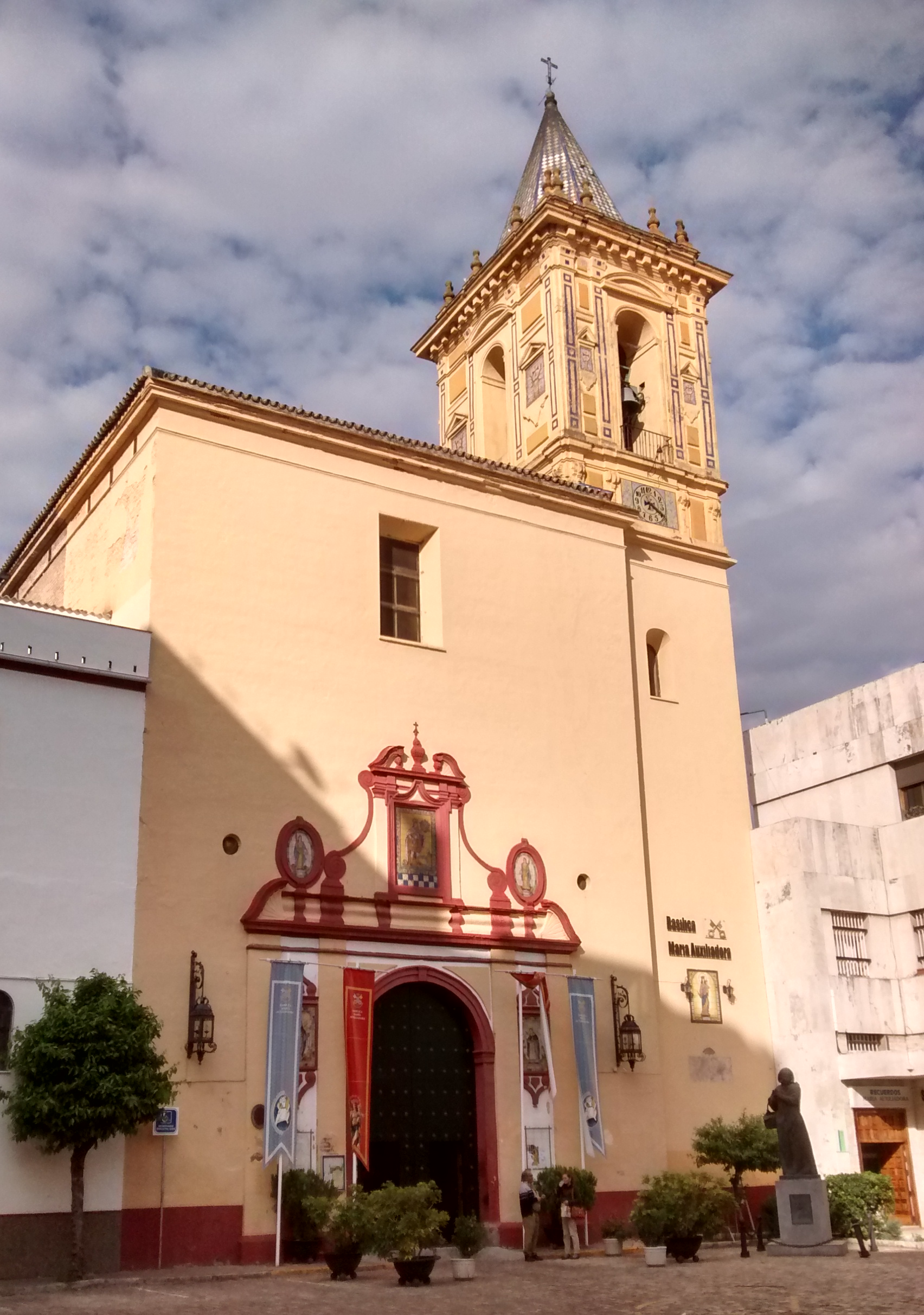
Maria-Hilf-Basilika

Die Maria-Hilf-Basilika (spanisch Basilica Maria Auxiliadora) ist eine römisch-katholische Kirche in Sevilla, Andalusien, Spanien. Das Marienheiligtum des Erzbistums Sevilla trägt wie bei Salesianerkirchen verbreitet das Patrozinium Maria Hilfe der Christen und hat den Titel einer Basilica minor. Die Basilika wurde im 17. Jahrhundert im Stil des Barocks errichtet.

## Geschichte
Die Basilika wurde als Teil des Klosters der Dreifaltigkeit erbaut, das von den Trinitariern nach der Rückeroberung Sevillas durch Ferdinand III. den Heiligen im Jahr 1248 gegründet worden war. Im Untergeschoss des Klosters befinden sich Gänge, in denen der Überlieferung nach die Märtyrerheiligen Justa und Rufina, Schutzheilige der Stadt, gefangen gehalten wurden.
Die Klosterkirche war 1617 stark verfallen und wurde 1621 wieder aufgebaut. Das Bauwerk wurde von Bruder Miguel de Peñalosa und Miguel de Zumárraga, einem Dombaumeister der Kathedrale von Sevilla, entworfen und von Juan de Segarra und von Andrés de Oviedo, dem Baumeister der Stadt, erbaut. 1640 wurden die Arbeiten unter der Leitung des Baumeisters Cristóbal Martínez fortgesetzt.
Die Kirche wurde im 18. Jahrhundert erneuert. Das Kloster wurde 1835 aufgelöst, wobei die Kirche für die Öffentlichkeit zugänglich blieb. 1882 übergab Kardinal Joaquín Lluch y Garriga das Kloster mit Kirche an die Salesianer.
In der Kirche feierte der heilige Manuel González García am 29. September 1901 seine Primiz.
Die Seitenschiffe waren durch Mauern abgetrennt, die 1943 abgerissen wurden. Die Gitter der Kapellen wurden ebenfalls entfernt, mit Ausnahme derjenigen der Bruderschaft der Dreifaltigkeit, die sich am Fuß der Kirche, im Kirchenschiff des Evangeliums, befindet.
Die Kirche wurde 1976 als Bien de Interés Cultural geschützt. 1980 verlieh Kardinal José María Bueno y Monreal der Kirche den Titel eines Diözesanheiligtums. Am 29. Mai 2008 wurde sie von Papst Benedikt XVI. zur Basilica minor erhoben, sie ist damit bereits die vierte in der Stadt.

## Architektur
Die dreischiffige Basilika hat einen kreuzförmigen Grundriss mit einer niedrigen Vierungskuppel. Die Fenster sind als Stichkappen in das Tonnengewölbe geschnitten. Rechts vom Eingang erhebt sich der Glockenturm, dahinter schließt sich der Kreuzgang des Salesianerklosters an.

## Ausstattung
Das Hauptaltarbild wurde von José Alarcón um 1930 angefertigt. Die Gemälde im oberen Teil des Hauptaltars zeigen St. Felix von Valois, die Heilige Dreifaltigkeit und St. Johannes von Matha, geschaffen von Joaquín Cabral Bejarano im Jahr 1814.
Im Inneren befindet sich die Figur der Maria Auxiliadora nach Vorbild der Maria-Hilf-Basilika (Turin) in Turin, die in der Werkstatt von Sarriá hergestellt und von Kardinal Benito Sanz y Forés im Beisein der Infantin Luisa Fernanda von Spanien im Jahr 1895 gesegnet wurde. Sie wurde 1954 von Kardinal Pedro Segura y Sáenz kanonisch gekrönt.
Die Schnitzerei, die dem katalanischen Bildhauer Parellada zugeschrieben wird, wurde von Casanovas polychromiert. Der Bildteil hat mehrere Restaurierungen erfahren, eine davon durch den sevillanischen Salesianer Ángel Ramos um 1928. Im Jahr 1941, anlässlich des Goldenen Jubiläums der Salesianischen Stiftung von der Heiligen Dreifaltigkeit, wurde das gesamte Bild mit Feingold überzogen. Die letzte Restaurierung wurde von dem ehemaligen Salesianerschüler José Pérez Conde durchgeführt.
Das Bild misst 1,91 m mit Sockel und 1,55 m ohne Sockel. Maria wird mit langen, über den Rücken fallenden Haaren dargestellt, in der rechten Hand hält
sie ein Zepter und in der linken Hand das Jesuskind mit offenen Armen. Dieses Bild ist zu einem Modell und Paradigma für die salesianische Welt geworden. Es
ist das Bild, das am häufigsten in Drucken reproduziert wird.
Die Nebenschiffe werden von den Seitenaltären eingenommen. Die Basilika beherbergt außerdem folgende Skulpturen: ein Jesuskind aus der Mitte des 17. Jahrhunderts; ein Relief der Anbetung der Hirten, das von Diego López Bueno zwischen 1601 und 1602 angefertigt wurde; Christus, der an die Säule gebunden ist, ein Werk von Juan Giralte aus dem Jahr 1565 und eine Pietà aus der Mitte des 16. Jahrhunderts.